# Discographie de Carrie Underwood
Carrie Underwood est une chanteuse et auteure-compositrice-interprète américaine de country pop. Elle a signé avec le label Arista Nashville, ce qui inclut 2 albums studio, 1 bande originale, 14 singles et 10 vidéos.

## Albums studio
| Année | Album                                                           | Classements positions | Classements positions | Classements positions | Classements positions | Classements positions | Certifications | Certifications | Ventes            |
| Année | Album                                                           | É-U Country           | É-U                   | CAN Country           | CAN                   | AUS Country           | É-U            | CAN            | Ventes            |
| ----- | --------------------------------------------------------------- | --------------------- | --------------------- | --------------------- | --------------------- | --------------------- | -------------- | -------------- | ----------------- |
| 2005  | Some Hearts - Sortie : 15 novembre 2005                         | 1                     | 2                     | 1                     | 11                    | 12                    | 7× Platine     | 3 × Platine    | *Monde: 7,319,000 |
| 2007  | Carnival Ride - Sortie : 23 octobre 2007                        | 1                     | 1                     | 1                     | 1                     | 9                     | 2 × Platine    |                |                   |
| 2009  | Play On - Sortie : 3 novembre 2009                              | 1                     | 1                     | 1                     | 2                     | 9                     | Platine        | Platine        | *Monde: 2,221,000 |
| 2012  | Blown Away - Sortie : 1er mai 2012                              | 1                     | 1                     | 1                     | 4                     | 1                     |                |                |                   |
| 2015  | Storyeller - Sortie : 23 octobre 2015                           |                       |                       |                       |                       |                       |                |                |                   |
| 2018  | Cry Pretty - Sortie : 14 septembre 2018                         |                       |                       |                       |                       |                       |                |                |                   |
| 2020  | My Gift (Album de Noël) - Sortie : 25 septembre 2020            |                       |                       |                       |                       |                       |                |                |                   |
| 2021  | My Savior (Album de reprises de gospel) - Sortie : 26 mars 2021 |                       |                       |                       |                       |                       |                |                |                   |
| 2022  | Denim & Rhinestones - Sortie : 10 juin 2022                     |                       |                       |                       |                       |                       |                |                |                   |

## Compilations & Live
| Titre                    | Album détails                                                                         | Peak chart positions | Peak chart positions | Peak chart positions | Peak chart positions | Ventes        | Certifications |
| Titre                    | Album détails                                                                         | US Country           | US                   | AUS                  | CAN                  | Ventes        | Certifications |
| ------------------------ | ------------------------------------------------------------------------------------- | -------------------- | -------------------- | -------------------- | -------------------- | ------------- | -------------- |
| Greatest Hits: Decade #1 | - Sortie: 9 décembre 2014 - Label: Arista Nashville, 19 - Formats: CD, téléchargement | 1                    | 4                    | 49                   | 15                   | - US: 253,000 | - US: Gold     |

## Singles
| Année | Titre                                  | Meilleur position | Meilleur position  | Meilleur position | Meilleur position | Meilleur position | Meilleur position   | Meilleur position | Meilleur position | Meilleur position | Certifications | Album                    |
| Année | Titre                                  | US Country        | US Country Airplay | US                | US AC             | US Adult          | Hot Christian Songs | CAN Country       | CAN ,             | UK                | Certifications | Album                    |
| ----- | -------------------------------------- | ----------------- | ------------------ | ----------------- | ----------------- | ----------------- | ------------------- | ----------------- | ----------------- | ----------------- | --- | ------------------------ |
| 2005  | "Inside Your Heaven"                   | 52                | 52                 | 1                 | 12                | —                 | —                   | —                 | 1                 | —                 | - US: Gold - CAN: 2× Platinum                                                                                       | NC                       |
| 2005  | Jesus, Take the Wheel                  | 1                 | 1                  | 20                | 23                | —                 | 4                   | —                 | —                 | —                 | - US: 2× Platine - CAN: Or                                                                                          | Some Hearts              |
| 2005  | Some Hearts                            | —                 | —                  | —                 | 12                | 22                | —                   | —                 | —                 | —                 | | Some Hearts              |
| 2006  | Don't Forget to Remember Me            | 2                 | 2                  | 49                | —                 | —                 | —                   | —                 | —                 | —                 | - US: Or | Some Hearts              |
| 2006  | Before He Cheats                       | 1                 | 1                  | 8                 | 6                 | 5                 | —                   | —                 | 4                 | —                 | - US: 4× Platine - CAN: Platine                                                                                     | Some Hearts              |
| 2007  | Wasted                                 | 1                 | 1                  | 37                | —                 | —                 | —                   | —                 | 35                | —                 | - US: Or | Some Hearts              |
| 2007  | So Small                               | 1                 | 1                  | 17                | —                 | —                 | —                   | —                 | 14                | —                 | - US: Platine | Carnival Ride            |
| 2008  | All-American Girl                      | 1                 | 1                  | 27                | —                 | —                 | —                   | —                 | 45                | —                 | - US: Platine | Carnival Ride            |
| 2008  | Last Name                              | 1                 | 1                  | 19                | —                 | 31                | —                   | —                 | 34                | —                 | - US: Platine | Carnival Ride            |
| 2008  | Just a Dream                           | 1                 | 1                  | 29                | —                 | —                 | —                   | —                 | 50                | —                 | - US: Platine | Carnival Ride            |
| 2009  | I Told You So (featuring Randy Travis) | 2                 | 2                  | 9                 | —                 | —                 | —                   | —                 | 18                | 129               | - US: Platine | Carnival Ride            |
| 2009  | Cowboy Casanova                        | 1                 | 1                  | 11                | —                 | 21                | —                   | —                 | 16                | —                 | - US: 2× Platine - CAN: Or                                                                                          | Play On                  |
| 2009  | Temporary Home                         | 1                 | 1                  | 41                | —                 | —                 | 34                  | —                 | 65                | —                 | - US: Platine | Play On                  |
| 2010  | Undo It                                | 1                 | 1                  | 23                | —                 | 25                | —                   | —                 | 43                | —                 | - US: Platine | Play On                  |
| 2010  | Mama's Song                            | 2                 | 2                  | 56                | —                 | —                 | —                   | —                 | 68                | —                 | - US: Or | Play On                  |
| 2012  | Good Girl                              | 1                 | 1                  | 18                | —                 | 20                | —                   | —                 | 21                | —                 | - US: 2× Platine - CAN: Platine(en) « Canada digital certifications – Carrie Underwood – Good Girl », Music Canada  | Blown Away               |
| 2012  | Blown Away                             | 2                 | 1                  | 20                | —                 | 31                | —                   | —                 | 27                | 155               | - US: 2× Platine - CAN: Platine(en) « Canada digital certifications – Carrie Underwood – Blown Away », Music Canada | Blown Away               |
| 2012  | Two Black Cadillacs                    | 4                 | 2                  | 41                | —                 | —                 | —                   | 3                 | 52                | —                 | - US: Platine | Blown Away               |
| 2013  | See You Again                          | 7                 | 2                  | 34                | —                 | —                 | —                   | 2                 | 45                | —                 | - US: Or | Blown Away               |
| 2014  | Something in the Water                 | 1                 | 3                  | 24                | —                 | —                 | 1                   | 3                 | 29                | 192               | - US: Or | Greatest Hits: Decade #1 |
| 2015  | Little Toy Guns                        | 40                | —                  | —                 | —                 | —                 | —                   | —                 | —                 | —                 | | Greatest Hits: Decade #1 |

### Singles en featuring
| Année | Titre                 | Artiste(s)      | Meilleur position | Meilleur position  | Meilleur position | Meilleur position | Meilleur position | Certifications   | Album                         |
| Année | Titre                 | Artiste(s)      | US Country        | US Country Airplay | US                | CAN Country       | CAN               | Certifications   | Album                         |
| ----- | --------------------- | --------------- | ----------------- | ------------------ | ----------------- | ----------------- | ----------------- | ---------------- | ----------------------------- |
| 2011  | Remind Me             | Brad Paisley    | 1                 | 1                  | 17                | —                 | 33                | - US: 2× Platine | This Is Country Music         |
| 2013  | Can't Stop Lovin' You | Aerosmith       | —                 | —                  | —                 | —                 | —                 |                  | Music from Another Dimension! |
| 2014  | Somethin' Bad         | Miranda Lambert | 1                 | 7                  | 19                | 6                 | 33                | - US: Platine    | Platinum (album)              |

### Singles Caritatifs
| Année | Single                                     | Classements positions | Classements positions | Classements positions | Classements positions | Classements positions | Classements positions | Album                |
| Année | Single                                     | É-U Country           | É-U Hot 100           | É-U Pop 100           | É-U AC                | CAN Country           | CAN Hot 100           | Album                |
| ----- | ------------------------------------------ | --------------------- | --------------------- | --------------------- | --------------------- | --------------------- | --------------------- | -------------------- |
| 2007  | "I'll Stand by You"                        | 41                    | 6                     | 6                     | —                     | 36                    | 10                    | Idol Gives Back 2007 |
| 2008  | "Praying for Time"                         | —                     | 27                    | 28                    | —                     | —                     | 33                    | Idol Gives Back 2008 |
| 2008  | "Just Stand Up!" (avec plusieurs artistes) | —                     | 11                    | 18                    | 17                    | —                     | 10                    |                      |

### Autres singles
| Année | Single                                            | Classements positions | Classements positions | Classements positions | Classements positions | Album                                    |
| Année | Single                                            | É-U Country           | É-U Hot 100           | É-U Pop 100           | É-U AC                | Album                                    |
| ----- | ------------------------------------------------- | --------------------- | --------------------- | --------------------- | --------------------- | ---------------------------------------- |
| 2005  | "Bless the Broken Road" (avec les Rascal Flatts)  | 50                    | —                     | —                     | —                     |                                          |
| 2005  | "Independence Day"                                | —                     | —                     | 84                    | —                     | American Idol Season 4: The Showstoppers |
| 2007  | "Just a Dream"                                    | —                     | —                     | 96                    | —                     | Carnival Ride                            |
| 2007  | "Do You Hear What I Hear"                         | 27                    | 90                    | —                     | 2                     | Hear Something Country Christmas 2007    |
| 2008  | "Hark! The Herald Angels Sing"                    | 41                    | —                     | —                     | 14                    | Carnival Ride                            |
| 2008  | "I'll Be Home for Christmas" (avec Elvis Presley) | 54                    | —                     | —                     | —                     | Christmas Duets (Elvis Presley album)    |
| 2009  | "O Holy Night"                                    | 39                    | —                     | —                     | —                     | Carnival Ride                            |
| 2009  | "The First Noel"                                  | 50                    | —                     | —                     | —                     | Carnival Ride                            |
| 2009  | "What Child Is This?"                             | 51                    | —                     | —                     | —                     | Carnival Ride                            |

## Vidéos
| Année | Titre                         | Directeur   |
| ----- | ----------------------------- | ----------- |
| 2005  | "Jesus, Take the Wheel"       | Roman White |
| 2006  | "Don't Forget to Remember Me" | Roman White |
| 2006  | "Before He Cheats"            | Roman White |
| 2007  | "Wasted"                      | Roman White |
| 2007  | "I'll Stand by You"           | Roman White |
| 2007  | "So Small"                    | Roman White |
| 2007  | "Ever Ever After"             | Roman White |
| 2008  | "All-American Girl"           | Roman White |
| 2008  | "Last Name"                   | Roman White |
| 2008  | "Just a Dream"                | Roman White |